# Ivan Hodovský
Ivan Hodovský (13. března 1938, Brno – 8. dubna 2009, Babice nad Svitavou) byl český marxistický filozof.

## Život
Maturoval v roce 1956 na Jedenáctileté střední škole v Blansku a poté v letech 1956–1961 studoval dějepis a filozofii na Filozofické fakultě Univerzity Jana Evangelisty Purkyně v Brně. Mezi roky 1968–1969 studoval moderní německou filozofii v Darmstadtu (SRN), kde se učil u prof. Karl Anna Schlechta. V roce 1976 se stal kandidátem věd, v roce 1986 docentem pro obor dějiny filozofie. Obhajobou doktorské dizertace Problém světa v křesťanské filozofii a teologii (1988) získal titul DrSc.
V letech 1964–70 působil jako odborný asistent na FF UJEP v Brně, 1970–90 byl vědeckým pracovníkem Ústavu vědeckého ateismu ČSAV, od roku 1983 Ústavu pro výzkum společenského vědomí ČSAV v Brně. V letech 1982–1990 byl jeho ředitelem. Následně v letech 1990–1994 pracoval na Filozofické fakultě Masarykovy univerzity v Brně, posléze od roku 1994 do roku 2000 vyučoval na Pedagogické fakultě Univerzity Palackého v Olomouci, aby se opět vrátil na Masarykovu univerzitu, tentokrát Pedagogickou fakultu, kde částečně působil až do své smrti.

## Dílo
- Hodovský, I. (1981). Světový názor v ideologické konfrontaci. Praha: Horizont.
- Hodovský, I., Hubík, S. (1983). Svět a náboženství: ke kritice současných forem apologetiky křesťanství. Praha: Svoboda.
- Hodovský, I., Karola, J. (1988). Politický klerikalismus a současný ideologický boj. Praha: Horizont.
- Hodovský, I. (1988). Ateistická výchova v etapě společenské přestavby. Praha: Horizont.
- Hodovský, I. (1992). Úvod do etiky. Olomouc: Univerzita Palackého.
- Hodovský, I., Sedlák, J. (1995). Z dějin etických teorií. Antologie z etiky. Olomouc: Univerzita Palackého.
- Hodovský, I., Sedlák, J. (1994). Etika ve společnosti a v povoláních. Olomouc: Univerzita Palackého.
- Hodovský, I, Filip, Z. (eds). (1994). Etika pro učitele. Olomouc: Univerzita Palackého.
- Hodovský, I., Zima, P. (eds). (1995). Svobodná společnost - svobodná morálka. Pluralismus hodnot a etická odpovědnost. Sborník příspěvků z mezinárodní konference = Freie Gesellschaft - freie Moral. Der Wertpluralismus und die ethische Verantwortung. Olomouc: Univerzita Palackého.
- Ganthaler, H., Hodovský, I., Zima, P., (eds.). (1997). Morální konflikty v dnešní Evropě: multikulturalita, tolerance, agresivita, odpovědnost = Moralkonflikte im heutigen Europa: Multikulturalität, Toleranz, Aggresivität, Verantwortung. Olomouc: Vydavatelství Univerzity Palackého.
- Hodovský, I. (ed). (1999). Jednotná Evropa: politickoekonomické, pedagogické a etické aspekty. Olomouc: Univerzita Palackého.
- Hodovský, I. (ed). (2000). Užitá etika a její uplatnění v lékařství, ekologii, národním hospodářství a provozu masmédií. Olomouc: Univerzita Palackého.
- Hodovský, I., Dopita, M. (eds). (2002). Etika a sociální deviace. Olomouc: Univerzita Palackého.
- Hodovský, I. (2003). Max Scheler - filosof ducha a citu. In Scheler, M. Můj filosofický pohled na svět (s. 7-106). Praha: Vyšehrad.